# Familia Bánffy

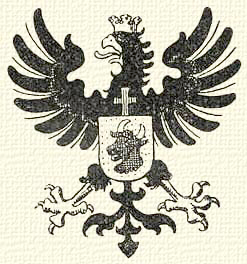
Blazonul familiei Bánffy de Alsólendva

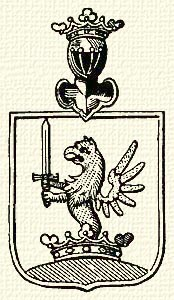
Blazonul familiei Bánffy de Losoncz

Familia Bánffy este o familie nobiliară din Transilvania. 
După sursele istorice, familia Bánffy este de origine maghiară foarte veche:
- familia Bánffy de Alsólendva din neamul Buzád-Hahót
- familia Bánffy de Felsőlendva din neamul Gut-Keled
- familia Bánffy de Losoncz din neamul Tomaj
- familia Bánffy de Nagymihály din neamul Kaplon
Din această familie au făcut parte:
- Miklós Bánffy (1873–1950), politician, ultimul proprietar al castelului de la Bonțida.
- Ilona Bánffy de Losonc, soția lui Albert Wass

O ramură a familiei (cea de Alsólendva) a fost ridicată la rangul de baron în 1660, iar o altă ramură (cea de Losoncz) a fost ridicată la rangul de conte în 1855.